# Pehr Björkman
Pehr Samuel Wilhelm Björkman, född den 2 september 1825 i Kråksmåla socken, Kalmar län, död den 16 januari 1905 i Stockholm, var en svensk militär. Han var far till Fredrik och Hedvig Björkman.
Björkman blev löjtnant vid Kalmar regemente 1854, kapten där 1864 och major där 1868. Han blev överstelöjtnant och vikarierande chef för Kalmar regemente med titeln "regementsbefälhavare" 1871. Björkman befordrades till överste 1873 och var ordinarie regementschef 1877–1888. Han fick avsked som generalmajor. Björkman blev riddare av Svärdsorden 1871 och kommendör av första klassen av samma orden 1882. Han vilar på Norra begravningsplatsen utanför Stockholm.